# Molophilus weringerong
Molophilus weringerong är en tvåvingeart som beskrevs av Günther Theischinger 1992. Molophilus weringerong ingår i släktet Molophilus och familjen småharkrankar. Inga underarter finns listade i Catalogue of Life.